# Emilio Izaguirre
Emilio Arturo Izaguirre Girón (Tegucigalpa, 10 de maio de 1986) é um ex-futebolista profissional hondurenho que atuava como lateral

## Seleção nacional
Participou da Copa do Mundo de 2010 e 2014, não passando da fase de grupos em nenhuma das oportunidades. 